# I’m with You (dal)
Az I’m with You című számot Avril Lavigne kanadai énekes és a Mátrix (Scott Spock, Lauren Christy, Graham Edwards) készítette Avril Let Go című albumához.
Az album harmadik kislemezeként jelent meg 2002-ben. 1. helyezést ért el Mexikóban, bekerült az első 5-be az Egyesült Államok Billboard Hot 100 listáján, az első 10-be az Egyesült Királyságban és az első 20-ba Kanadában. A „Losing Grip” hallható a Bruce Almighty című filmben. A kislemez videóklipjét David LaChapelle készítette, melyben Avril egyedül van és keres valakit.
Az „I’m with You” című számot 2004-ben Grammy-re jelölték két kategóriában, de a díjat nem nyerte el.

## A kislemez dalai
1. "I’m With You"
2. "I’m With You (Élő)"
3. "Unwanted (Élő)"
4. "I’m With You (Video)"

## Ranglisták
| Ranglista                         | Helyezés |
| --------------------------------- | -------- |
| United World Chart                | 1        |
| New Zealand Singles Chart         | 5        |
| Canadian Singles Chart            | 17       |
| Mexico Singles Chart              | 1        |
| UK Singles Chart                  | 7        |
| Irish Singles Chart               | 5        |
| U.S. ARC Chart (Radio) Top 40     | 1        |
| Canadian Billboard Top 100        | 1        |
| Italy Top 40                      | 8        |
| U.S. Billboard Hot 100            | 4        |
| U.S. Billboard Top 40 Mainstream  | 1        |
| U.S. Billboard Adult Top 40       | 1        |
| U.S. Billboard Adult Contemporary | 18       |
| Swedish Charts                    | 11       |
| Los 40 Principales Spain          | 29       |